# Петро з Гоньондза
Петро з Гоньондза (1525—1530, Гоньондз, нині Підляське воєводство, Польща — 15 вересня 1573) — ідеолог Реформації у Великому князівстві Литовському, антитринітарний.

## Біографія
Народився в селянській родині. Закінчив католицьку семінарію та був висвячений на священика. У 1551 році закінчив Ягайлонський університет у Кракові, удосконалив свої знання в Італії та Швейцарії. У 1554 році призначений професором софістики в Падуанському університеті.
Послідовник релігійно-філософських вчень іспанського вченого Мігеля Сервета та соціально-політичні ідеї моравських антибаптистів. Він заперечував церковно-богословську та філософську схоластичну традицію; виступав проти приватної власності, соціальної нерівності, війн, феодального права, світської влади, смертної кари. Брав участь у антитринітарних синодах, сперечався з Симоном Будним. Погляди Петра критикував в одному з листів Жан Кальвін.
Він видав латинською мовою твори «Проти божества Ісуса Христа» (1557), «Про ранньохристиянську церкву» (1563?; не збереглася), польською мовою «Про трійку», «Про Сина Божого» та «Про християнське хрещення» (про все 1570).
Його послідовники Павло з Візни, Якуб з Калинівки та інші.

## Праці
- «Про сина Божого, людини Христа» (1556);
- «Проти божественності Ісуса Христа» (Брест, 1557)
- «Про первохристіанську церкви» (1564);
- «Про трьох» (1570);
- «Про сина Божому» (1570);
- «Про християнське хрещення» (1570).